# プロ野球スピリッツ2004
『プロ野球スピリッツ2004』（プロやきゅうスピリッツ2004）は2004年3月25日にコナミ（現、コナミデジタルエンタテインメント）からPlayStation 2向けに発売された野球ゲーム。同年9月16日には選手データが更新された『プロ野球スピリッツ2004クライマックス』が発売されている。

## 概要
『プロ野球スピリッツ』シリーズ（以下プロスピ）の1作目で、コナミがこれまで発売してきたリアル系野球ゲームである『プロ野球JAPAN2001』、『THE BASEBALL バトルボールパーク宣言』シリーズの流れを汲んでいる。
プロスピ独自のシステムであるダイレクト投球システムやビクトリーポイント（VP）による選手の覚醒などはこの作品から導入された。

### オープニング
掃部関弘毅によるオープニング曲「Glory Days」が収録されている（音源未発表）

## 実況・解説

### 実況
- 山口富士夫（フリー）

### 解説
- 田尾安志（打撃解説）
- 秋山幸二（打撃解説）
- 牛島和彦（投球解説）
- 宮本和知（投球解説）

試合では、上記の解説者4人の中から2名を選ぶ（打撃解説・投球解説を各1名ずつから選択）ことができる（ランダムも可能）。